# Nausinoella aphrospila
Nausinoella aphrospila is een vlinder van de familie van de grasmotten (Crambidae), uit de onderfamilie van de Spilomelinae. De wetenschappelijke naam van deze soort is voor het eerst voorgesteld als Nausinoe aphrospila door Edward Meyrick in een publicatie uit 1936.
De soort komt voor in Congo-Kinshasa, Rwanda, Zimbabwe, Zuid-Afrika, de Comoren en het eiland Aldabra van de Seychellen.